# Musée du peuple des Asturies
Le musée du peuple des Asturies (en asturien : Muséu del Pueblu d'Asturies, en espagnol : Museo del Pueblo de Asturias) est un musée situé à Gijón, dans le nord de l'Espagne, dans la province des Asturies, fondé en 1968. Il s'agit d'un espace artistique en plein air contenant des installations d'art populaire asturien, des objets ethnographiques de grande taille et trois bâtiments :
- Casa de los Valdes : espace d'exposition temporaire ;
- Casa de los González de la Vega : site du Musée international de la cornemuse (en), comprenant une collection d'instruments de musique traditionnels asturiens[2] ;
- le pavillon de la Principauté des Asturies de l'Exposition universelle de 1992, est installé dans le musée en 1994.